# Strobilanthes turgidinodis
Strobilanthes turgidinodis är en akantusväxtart som beskrevs av Imlay. Strobilanthes turgidinodis ingår i släktet Strobilanthes och familjen akantusväxter. Inga underarter finns listade i Catalogue of Life.